# بورنگشکی
بورنگشکی (به لهستانی:  Burniszki) یک روستا در لهستان است که در گمینا ویژاینه واقع شده‌است. بورنگشکی ۱۲۰ نفر جمعیت دارد.